# Campeonato Paulista de Futebol de 1992 - Divisão Intermediária
O Campeonato Paulista de Futebol de 1992 - Divisão Intermediária foi a 46.ª edição da competição de futebol de São Paulo promovida pela Federação Paulista de Futebol e equivaleu ao segundo nível do futebol do estado.

## Participantes
| - Barretos (Barretos) - Central Brasileira (Cotia) - Comercial (Ribeirão Preto) - Fernandópolis (Fernandópolis) - Francana (Franca) - Independente (Limeira) - Jaboticabal (Jaboticabal) - Jalesense (Jales) - Lemense (Leme) - Matonense (Matão) - Mirassol (Mirassol) - Nacional (São Paulo) - Palmeiras (São João da Boa Vista) - Paulista (Jundiaí) | - Portuguesa (Santos) - Radium (Mococa) - Rio Preto (São José do Rio Preto) - São Bento (Sorocaba) - São Caetano (São Caetano do Sul) - Sertãozinho (Sertãozinho) - Tanabi (Tanabi) - Taquaritinga (Taquaritinga) - Taubaté (Taubaté) - União (Mogi das Cruzes) - União Barbarense (Santa Bárbara d'Oeste) - Velo Clube (Rio Claro) - Votuporanguense (Votuporanga) |  |

### Segunda Fase

#### Grupo E
| Pos | Equipe      | Pts | J | V | E | D | GP | GC | SG | Classificado                        |     | TAU | SCA | JAL | NAC |
| --- | ----------- | --- | - | - | - | - | -- | -- | -- | ----------------------------------- | --- | --- | --- | --- | --- |
| 1   | Taubaté     | 8   | 6 | 3 | 2 | 1 | 0  | 0  | 0  | Classificação ao quadrangular final |     | —   | 1–1 | 3–0 | -   |
| 2   | São Caetano | 8   | 6 | 2 | 4 | 0 | 0  | 0  | 0  | Classificação ao quadrangular final |     | 2–2 | —   | -   | 2–2 |
| 3   | Jalesense   | 5   | 6 | 2 | 1 | 3 | 0  | 0  | 0  |                                     |     | 0–3 | 0–1 | —   | 4–0 |
| 4   | Nacional-SP | 3   | 6 | 1 | 1 | 4 | 0  | 0  | 0  |                                     | 3–2 | 1–2 | 0–2 | —   |     |

Fonte: 
| 4 de outubro | Nacional-SP | 1 – 2 | São Caetano | São Paulo                 |
|              |             |       |             | Estádio: Comendador Souza |

| 4 de outubro | Jalesense | 0 – 3 | Taubaté | Jales                                     |
|              |           |       |         | Estádio: Estádio Roberto Valle Rollemberg |

| 11 de outubro | Jalesense | 4 – 0 | Nacional-SP | Jales                                     |
|               |           |       |             | Estádio: Estádio Roberto Valle Rollemberg |

| 11 de outubro | Taubaté | 1 – 1 | São Caetano | Taubaté             |
|               |         |       |             | Estádio: Joaquinzão |

| 18 de outubro | Nacional-SP | 0 – 2 | Jalesense | São Paulo                 |
|               |             |       |           | Estádio: Comendador Souza |

| 18 de outubro | São Caetano | 2 – 2 | Taubaté | São Caetano do Sul                                                                                  |
|               |             |       |         | Estádio: Lauro Gomes Público: 4 168 Renda: R$ Cr$ 32 959 000,00 Árbitro: José Aparecido de Oliveira |

| 25 de outubro | Nacional-SP | 3 – 2 | Taubaté | São Paulo                 |
|               |             |       |         | Estádio: Comendador Souza |

| 25 de outubro | Jalesense | 0 – 1 | São Caetano      | Jales                                     |  |
|               |           |       | Serginho Chulapa | Estádio: Estádio Roberto Valle Rollemberg |  |

| 1 de novembro | Taubaté | 3 – 0 | Jalesense | Taubaté             |
|               |         |       |           | Estádio: Joaquinzão |

| 1 de novembro | São Caetano     | 2 – 2 | Nacional-SP | São Caetano do Sul   |  |
|               | Valbert · Ramon |       |             | Estádio: Lauro Gomes |  |

#### Grupo F
| Pos | Equipe          | Pts | J | V | E | D | GP | GC | SG | Classificado                   |  | SBN | BAR | VOT | MAT |
| --- | --------------- | --- | - | - | - | - | -- | -- | -- | ------------------------------ |  | --- | --- | --- | --- |
| 1   | São Bento       | 8   | 6 | 3 | 2 | 1 | 0  | 0  | 0  | Acesso à Primeira Divisão 1993 |  | —   |     |     |     |
| 2   | Barretos        | 7   | 6 | 3 | 1 | 2 | 0  | 0  | 0  | Acesso à Primeira Divisão 1993 |  |     | —   |     |     |
| 3   | Votuporanguense | 7   | 6 | 2 | 3 | 1 | 0  | 0  | 0  |                                |  |     |     | —   |     |
| 4   | Matonense       | 3   | 6 | 0 | 3 | 3 | 0  | 0  | 0  |                                |  |     |     | —   |     |

Fonte: 
| 8 de novembro | Taquaritinga | 1 – 0 | São Caetano | Taquaritinga      |  |
|               | Careca       |       |             | Estádio: Taquarão |  |

| 8 de novembro | Taubaté | 1 – 1 | São Bento | Taubaté             |  |
|               | Romildo |       | Pereira   | Estádio: Joaquinzão |  |

| 4 de outubro | Votuporanguense | 2 – 1 | Barretos | Votuporanga           |
|              |                 |       |          | Estádio: Plínio Marin |

| 4 de outubro | Matonense | 2 – 2 | São Bento | Matão                         |
|              |           |       |           | Estádio: Hudson Buck Ferreira |

| 11 de outubro | Matonense | 1 – 3 | Votuporanguense | Matão                         |
|               |           |       |                 | Estádio: Hudson Buck Ferreira |

| 11 de outubro | São Bento | 1 – 0 | Barretos | Sorocaba                |
|               |           |       |          | Estádio: Walter Ribeiro |

| 18 de outubro | Barretos | 1 – 0 | São Bento | Barretos           |
|               |          |       |           | Estádio: Fortaleza |

| 18 de outubro | Votuporanguense | 2 – 1 | Matonense | Votuporanga           |
|               |                 |       |           | Estádio: Plínio Marin |

| 25 de outubro | Votuporanguense | 0 – 0 | São Bento | Votuporanga           |
|               |                 |       |           | Estádio: Plínio Marin |

| 25 de outubro | Matonense | 0 – 0 | Barretos | Matão                         |
|               |           |       |          | Estádio: Hudson Buck Ferreira |

| 1 de novembro | Barretos | 1 – 0 | Votuporanguense | Barretos           |
|               |          |       |                 | Estádio: Fortaleza |

| 1 de novembro | São Bento | 4 – 0 | Matonense | Sorocaba                |
|               |           |       |           | Estádio: Walter Ribeiro |

| Pos | Equipe       | Pts | J | V | E | D | GP | GC | SG | Classificado                   |     | TAQ | SCA | TAU | SBN |
| --- | ------------ | --- | - | - | - | - | -- | -- | -- | ------------------------------ | --- | --- | --- | --- | --- |
| 1   | Taquaritinga | 8   | 6 | 2 | 4 | 0 | 9  | 5  | +4 | Acesso à Primeira Divisão 1993 |     | —   | 1–0 | 1–1 | 3–0 |
| 2   | São Caetano  | 7   | 6 | 3 | 1 | 2 | 11 | 8  | +3 | Acesso à Primeira Divisão 1993 |     | 2–2 | —   | 2–1 | 4–1 |
| 3   | Taubaté      | 7   | 6 | 2 | 3 | 1 | 7  | 6  | +1 |                                |     | 1–1 | 2–1 | —   | 1–1 |
| 4   | São Bento    | 2   | 6 | 0 | 2 | 4 | 4  | 12 | −8 |                                | 1–1 | 1–2 | 0–1 | —   |     |

Fonte: 
| 8 de novembro | Taquaritinga | 1 – 0 | São Caetano | Taquaritinga      |  |
|               | Careca       |       |             | Estádio: Taquarão |  |

| 8 de novembro | Taubaté | 1 – 1 | São Bento | Taubaté             |  |
|               | Romildo |       | Pereira   | Estádio: Joaquinzão |  |

| 4 de outubro | Francana | 2 – 2 | Taquaritinga | Franca                     |
|              |          |       |              | Estádio: José Lancha Filho |

| 4 de outubro | Paulista | 1 – 1 | Velo Clube | Jundiaí               |
|              |          |       |            | Estádio: Jayme Cintra |

| 11 de outubro | Paulista | 2 – 2 | Francana | Jundiaí               |
|               |          |       |          | Estádio: Jayme Cintra |

| 11 de outubro | Velo Clube | 1 – 1 | Taquaritinga | Rio Claro        |
|               |            |       |              | Estádio: Benitão |

| 18 de outubro | Taquaritinga | 3 – 1 | Velo Clube | Taquaritinga      |
|               |              |       |            | Estádio: Taquarão |

| 18 de outubro | Francana | 1 – 1 | Paulista | Franca                     |
|               |          |       |          | Estádio: José Lancha Filho |

| 25 de outubro | Paulista | 0 – 0 | Taquaritinga | Jundiaí               |
|               |          |       |              | Estádio: Jayme Cintra |

| 25 de outubro | Francana | 3 – 1 | Velo Clube | Franca                     |
|               |          |       |            | Estádio: José Lancha Filho |

| 1 de novembro | Velo Clube | 4 – 2      | Paulista | Rio Claro        |  |
|               |            | Relatório] |          | Estádio: Benitão |  |

| 1 de novembro | Taquaritinga | 2 – 1 | Francana | Taquaritinga      |
|               |              |       |          | Estádio: Taquarão |

## Quadrangular final
| Pos | Equipe       | Pts | J | V | E | D | GP | GC | SG | Classificado                   |     | TAQ | SCA | TAU | SBN |
| --- | ------------ | --- | - | - | - | - | -- | -- | -- | ------------------------------ | --- | --- | --- | --- | --- |
| 1   | Taquaritinga | 8   | 6 | 2 | 4 | 0 | 9  | 5  | +4 | Acesso à Primeira Divisão 1993 |     | —   | 1–0 | 1–1 | 3–0 |
| 2   | São Caetano  | 7   | 6 | 3 | 1 | 2 | 11 | 8  | +3 | Acesso à Primeira Divisão 1993 |     | 2–2 | —   | 2–1 | 4–1 |
| 3   | Taubaté      | 7   | 6 | 2 | 3 | 1 | 7  | 6  | +1 |                                |     | 1–1 | 2–1 | —   | 1–1 |
| 4   | São Bento    | 2   | 6 | 0 | 2 | 4 | 4  | 12 | −8 |                                | 1–1 | 1–2 | 0–1 | —   |     |

Fonte: 
| 8 de novembro | Taquaritinga | 1 – 0 | São Caetano | Taquaritinga      |  |
|               | Careca       |       |             | Estádio: Taquarão |  |

| 8 de novembro | Taubaté | 1 – 1 | São Bento | Taubaté             |  |
|               | Romildo |       | Pereira   | Estádio: Joaquinzão |  |

| 14 de novembro | São Bento | 1 – 1 | Taquaritinga     | Sorocaba                |  |
|                | Renatinho |       | Wilson Prudêncio | Estádio: Walter Ribeiro |  |

| 15 de novembro | São Caetano               | 2 – 1 | Taubaté | São Caetano do Sul   |  |
|                | Serginho Chulapa · Ailton |       | Romildo | Estádio: Lauro Gomes |  |

| 22 de novembro | São Caetano               | 4 – 1 | São Bento   | São Caetano do Sul   |  |
|                | Serginho Chulapa · Marcão |       | Gol marcado | Estádio: Lauro Gomes |  |

| 22 de novembro | Taquaritinga                       | 1 – 1 | Taubaté     | Taquaritinga      |  |
|                | Zé Roberto Predefinição:Gol Contra |       | Miguelzinho | Estádio: Taquarão |  |

| 29 de novembro | Taubaté | 1 – 1 | Taquaritinga | Taubaté             |  |
|                | Roberto |       | Carlão       | Estádio: Joaquinzão |  |

| 29 de novembro | São Bento   | 1 – 2 | São Caetano      | Sorocaba                |  |
|                | Gol marcado |       | Serginho Chulapa | Estádio: Walter Ribeiro |  |

| 6 de dezembro | Taquaritinga             | 3 – 0 | São Bento | Taquaritinga      |  |
|               | Carlão · Buião · Silvano |       |           | Estádio: Taquarão |  |

| 6 de dezembro | Taubaté                         | 2 – 1 | São Caetano          | São José dos Campos      |  |
|               | Romildo 60' · Miguelzinho 90+1' |       | Serginho Chulapa 56' | Estádio: Martins Pereira |  |

| 13 de dezembro | São Caetano                                   | 2 – 2 | Taquaritinga                      | São Caetano do Sul   |  |
|                | Paulinho Kobayashi 66' · Serginho Chulapa 76' |       | Márcio Fernandes 55' · Careca 65' | Estádio: Lauro Gomes |  |

| 13 de dezembro | São Bento | 0 – 1 | Taubaté | Sorocaba                |
|                |           |       |         | Estádio: Walter Ribeiro |

## Premiação
| Campeonato Paulista de 1992 - Divisão Intermediária |
| --------------------------------------------------- |
| Taquaritinga Campeão (2º título)                    |